# Cheilanthes balansae
Cheilanthes balansae là một loài thực vật có mạch trong họ Adiantaceae. Loài này được (Baker) Domin miêu tả khoa học đầu tiên năm 1913.